# بروسنگو
بروسنگو (به ایتالیایی: Brusnengo) یک کومونه در ایتالیا است که در استان بیه‌لا واقع شده‌است.

## خصوصیات
بروسنگو ۱۰٫۴ کیلومترمربع مساحت و ۲٬۱۲۷ نفر جمعیت دارد و ۲۰۰ متر بالاتر از سطح دریا واقع شده‌است.